# Dion (cité)
Pour les articles homonymes, voir Dion.
Dion (en grec ancien : Δῖον) est une ville antique de Piérie, l'un des centres religieux les plus importants du royaume de Macédoine.

## Historique
La cité de Dion est mentionnée pour la première fois dans les sources historiques par Thucydide : l'historien de la Guerre du Péloponnèse rapporte en effet qu'elle fut la première ville qu'atteignit le général spartiate Brasidas, lorsqu'il franchit la frontière de la Thessalie à la Macédoine lors de son expédition de -424 vers les colonies athéniennes de Thrace à travers le royaume de son allié le roi de Macédoine Perdiccas II. L'un des sanctuaires de la cité sacrée de Dion (-420) a été envahi par les marécages, comme le reste de la cité antique du nord de la Grèce, contribuant à préserver ses vestiges. Les fouilles y ont commencé en 1928.
La ville doit son nom à la proximité d'un important sanctuaire de Zeus Olympien : dans la tradition mythologique rapportée par Hésiode, Thyia, descendante de Deucalion, eut de Zeus deux fils, Magnès et Macédon, qui vivaient en Piérie au pied du mont Olympe. Selon Diodore de Sicile, c'est le roi Archélaos de Macédoine qui à la fin du Ve siècle donna à la ville et à son sanctuaire l'importance qu'elle eut par la suite pour le royaume de Macédoine. Il y instaura une fête de neuf jours comprenant des concours athlétiques et dramatiques en l'honneur de Zeus et des 9 Muses.
Les habitants se nomment les Diestai.
C'est à partir du IIIe siècle qu'intervient la chute. Les Ostrogoths assiègent Thessalonique en 254 et 257. Au cours de la même période, se produisirent un grand nombre de séismes et de pluies diluviennes, qui détruisirent le site petit à petit. Un dernier soubresaut au IVe siècle, époque ou fut construite la basilique épiscopale chrétienne, sur les ruines du palais, au centre de la cité. Dion Palladios participe au synode de Sardiki en 343. Suivent les règnes de Théodose et d'Arcadius, avec tremblements de terre et invasions. Les habitants fuient la cité. seuls, quelques paysans restent, se logeant dans les ruines, autour de la basilique. Le nom de la cité perdura jusqu'au XVIIe siècle sous une forme altérée Stadià et ses vestiges portant le nom de Kastro jusqu'aux investigations des archéologues.

## Urbanisme
Sous Cassandre, la cité atteignait une superficie de 0,5 km2. Une voie entre la muraille et les premières habitations permettait à la troupe de manœuvrer.

### L'enceinte et son évolution
Nous ignorons si la cité avait au départ des fortifications. C'est Cassandre qui semble avoir reconstruit la cité et fait élever les magnifiques fortifications de 2 625 mètres de longueur, comprenant un chemin de ronde et des tours. La muraille est en gros blocs en conglomérat de l'Olympe. Elle comportait une assise de réglage sur laquelle venaient se superposer deux ou trois assises de blocs taillés avec le plus grand soin, au parfait jointoiement. Au-dessus, les murs étaient réalisés en briques crues pour atteindre une hauteur de 7 à 10 mètres.
L'enceinte sera reconstruite entre 254 et 257 apr. J.-C. à la suite de l'attaque des Ostrogoths.

### Le plan orthogonal
Le plan orthogonal est sans construction avec des fortifications basiques.

### Les sanctuaires
- Sanctuaire de Zeus.
- Sanctuaire de Déméter : situé vers le sud, en dehors de la cité. Le premier édifice datant de la fin du VIe siècle av. J.-C. Ce sont les édifices cultuels les plus anciens qui aient été fouillés pour l'heure en Macédoine. Il s'agit de deux temples identiques, avec sekos et vestibule profond. Un important mobilier y fut découvert, objets du culte, bijoux, monnaies, vases, lampes et figurines de terre cuite et la plus belle pièce étant un chaton de bague mycénien du XVe siècle. Reconstruit à la fin du IVe siècle av. J.-C., sous forme de temples doriques, avec des colonnes à chaque extrémité. Les autels furent retrouvés à l'est du bâtiment[1].
- Sanctuaire d'Isis.

Préservés par l'eau et la boue, les sites et les œuvres retrouvés à Dion présente en état de conservation rare : vingt-deux rues pavées, des bâtiments, les sanctuaires de divinités égyptiennes, des magasins et des bains publics. D'étranges vestiges souterrains de thermes émergent désormais à la surface du sol : de petits piliers qui servaient, avec des conduits muraux, à diffuser la chaleur jusqu'aux bassins édifiés au-dessus. Ce système de chauffage par hypocauste date de l'époque romaine.

### L'habitat
L'habitat est constitué de terre (toit, tuile), de boue, de briques (murs) et de bois (charpente).

#### Maison du Dionysos
La maison du Dionysos est une vaste demeure, mise au jour en 1982, comportant une vaste zone d'habitation et de réception, pourvue de bains, bibliothèque. Elle possédait une partie réservée aux activités domestiques et artisanales comportant des boutiques ouvertes sur la rue. Elle est datée du IIIe siècle et possédait un étage avec mosaïques. Elle fut détruite par un incendie, et dans les décombres furent retrouvés des statues de divinités et des philosophes en position assise. C'est dans une petite salle à abside que fut découverte la statue de Dionysos, ainsi qu'une mosaïque le représentant trônant en majesté qui donnèrent son nom à cette maison.
La salle de banquet, d'une superficie de 100 mètres carrés, a un sol orné d'une mosaïque polychrome représentant le triomphe marin de Dionysos, sortant des flots sur son char tiré par des panthères marines que conduisent des centaures marins portant les récipients majeurs du banquet. Dionysos couronné de lierre se tient debout un rhyton dans la main droite et dans la gauche son thyrse en s'appuyant sur Silène qui le regarde, après sa victoire sur Lycurgue roi de Thrace. Au premier plan, apparaît l'enroulement des queues des monstres marins sortant des vagues. Cette mosaïque est en opus tessellatum, et les parties les plus fines en opus vermiculatum

### La ville dans l'Antiquité tardive
Sous la période romaine, après la bataille d'Actium, en 31 av. J.-C., la ville est érigée en colonie par Octave, ainsi que trois autres cités de Macédoine : Pella, Cassandrée, Philippes. Au IIIe siècle, des pièces de monnaie à l'effigie de l'empereur ou de l'impératrice de Rome y sont émises avec la légende COLONIA IVLIA DIENSIS. Elle bénéficiait du droit romain (ius italicum), donc exemptée de contributions et pouvant donc s'administrer par elle-même.

## Archéologie
Le site archéologique de Dion est identifié la première fois par le célèbre voyageur anglais William Martin Leake le 21 décembre 1806 dans les ruines voisines du village de Malathria. Il publia sa découverte en 1835 dans le troisième volume de ses Travels in Northern Greece. Léon Heuzey visita à son tour le site lors de sa fameuse Mission archéologique de Macédoine en 1855, puis en 1861. L'épigraphiste Geórgios Ikonómos publia ensuite une première série d'inscriptions. L'exploration archéologique systématique de la ville ne commença néanmoins qu'en 1928 : G. Sotiriadis effectua jusqu'en 1931 une série de sondages exploratoires, découvrit une tombe macédonienne du IVe siècle et une première basilique paléochrétienne. Les fouilles ne reprirent que dans les années 1960 sous la direction de G. Bakalakis dans la région du théâtre et sur l'enceinte. Depuis 1973, le professeur Dimítrios Pandermalís (en) de l'université Aristote de Thessalonique conduit les recherches archéologiques dans la ville. Elles se poursuivent au XXIe siècle à un rythme soutenu.

## Galerie

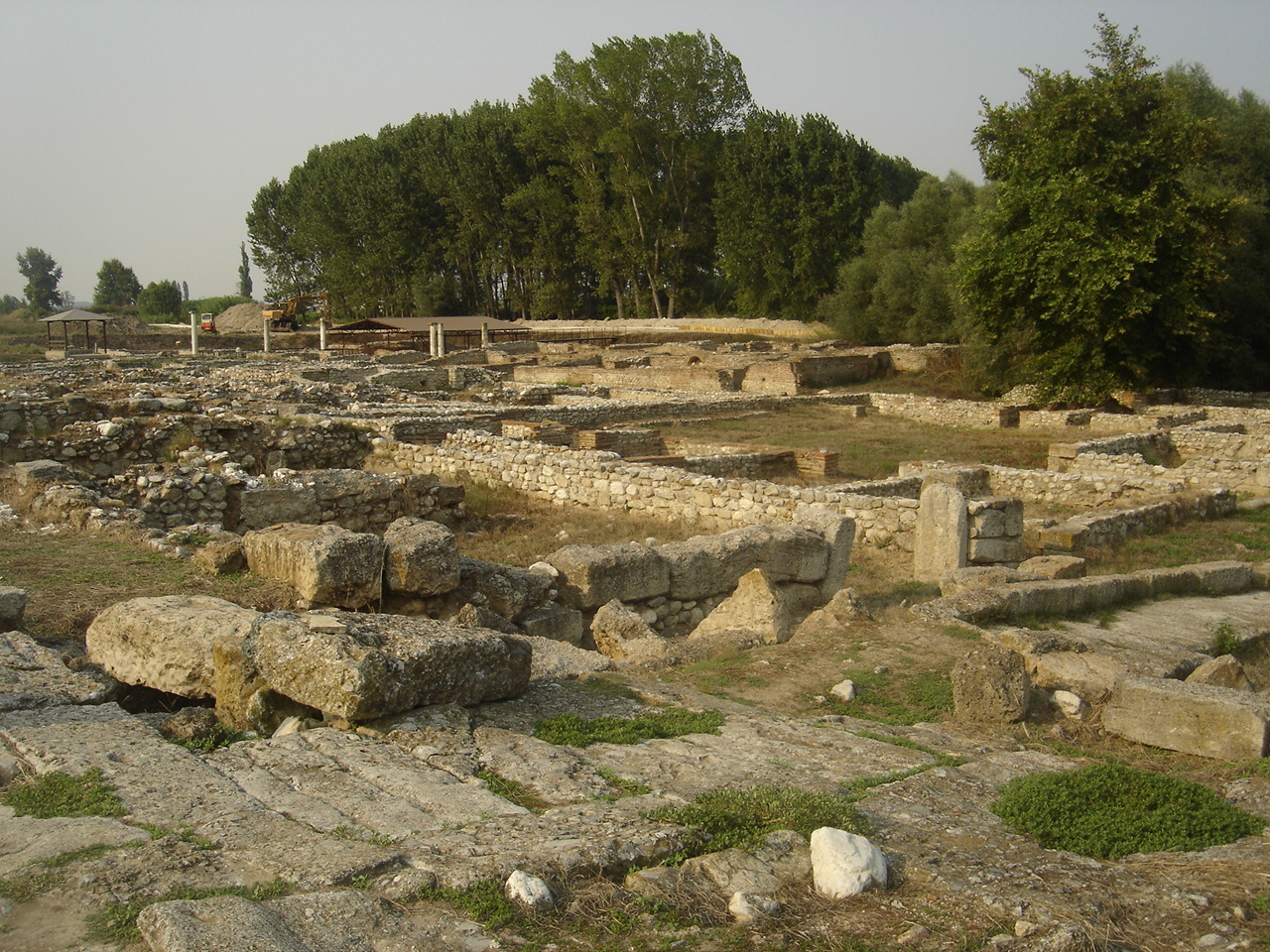
Vue du site archéologique
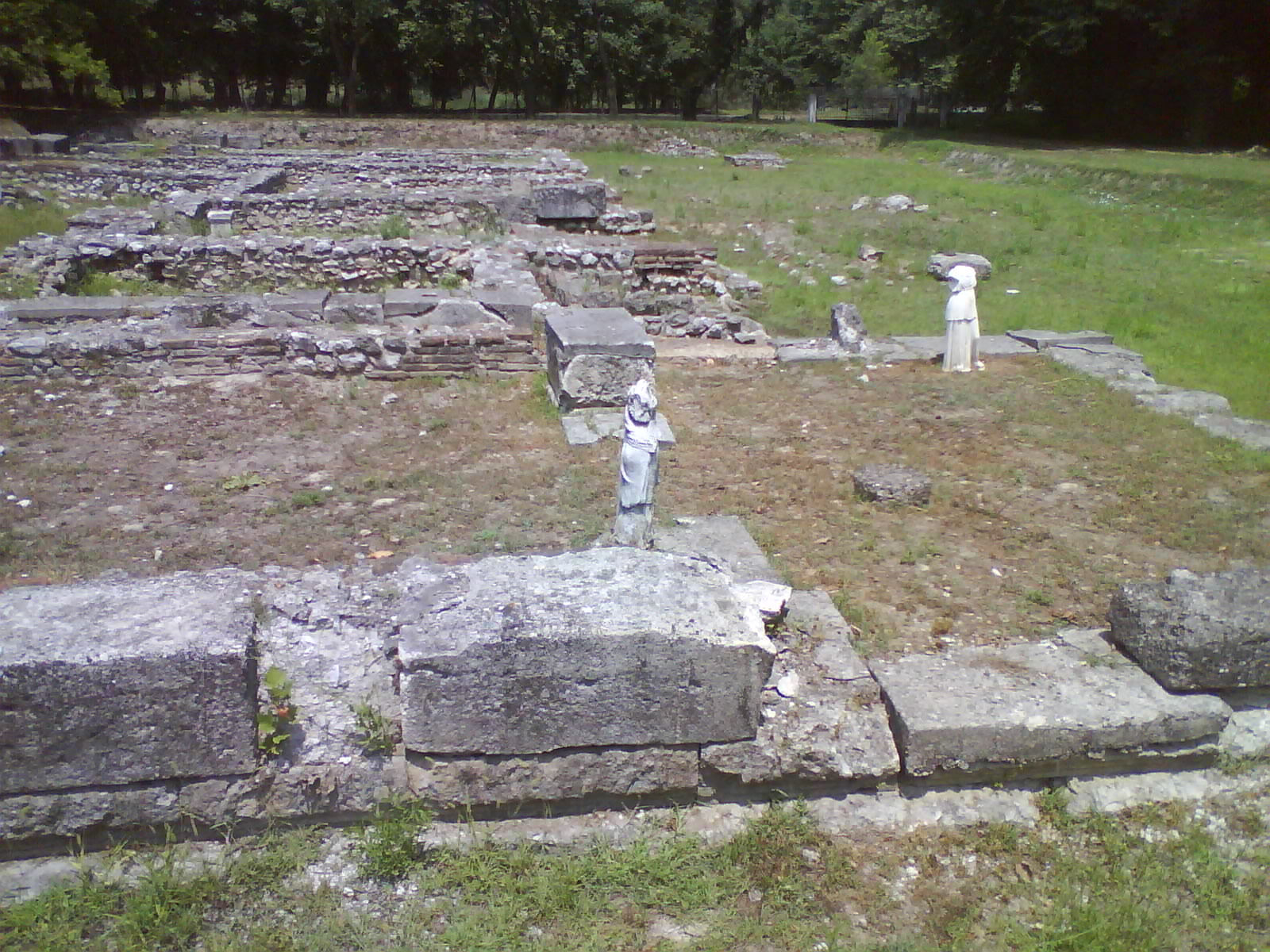
Ruines du site archéologique
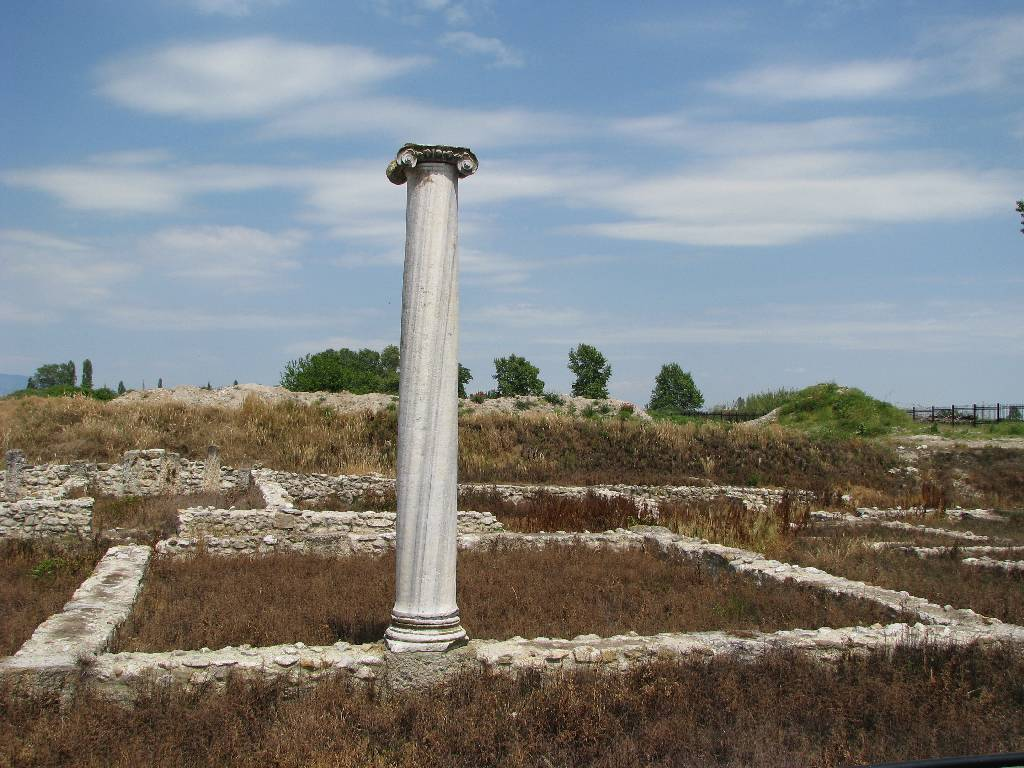
Colonne antique
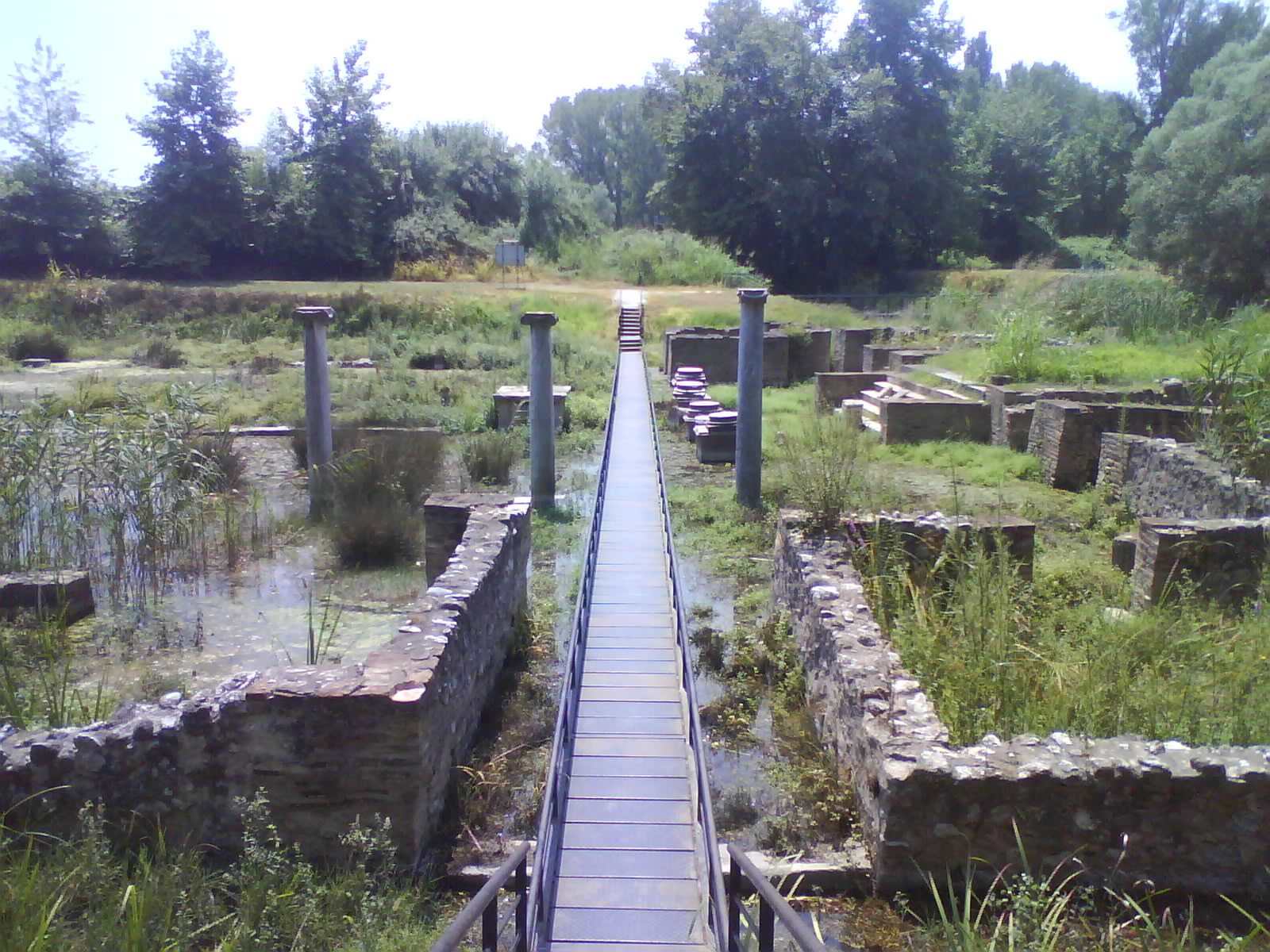
Sanctuaire d'Isis
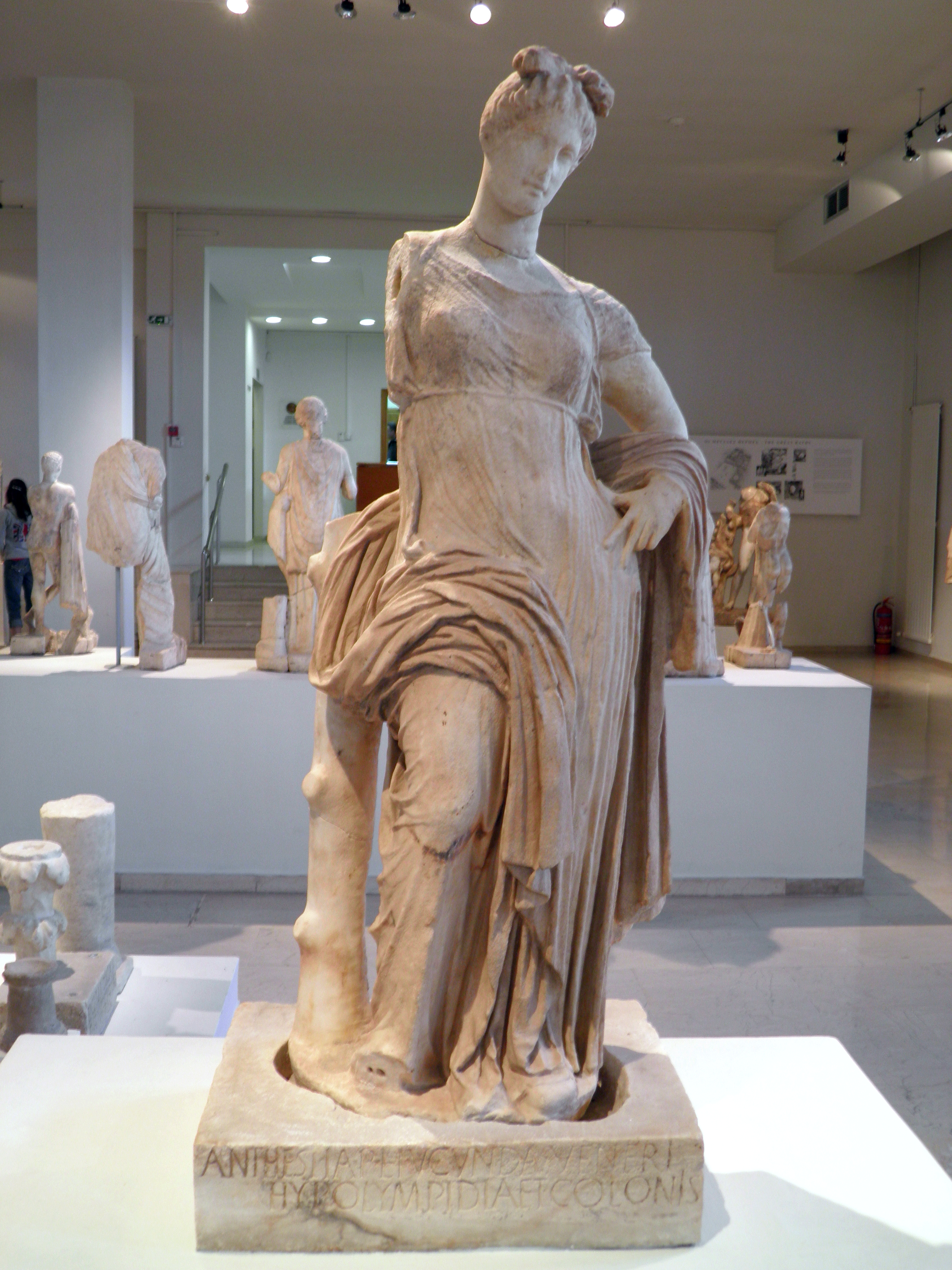
Statue d'Aphrodite Hypolympidia.
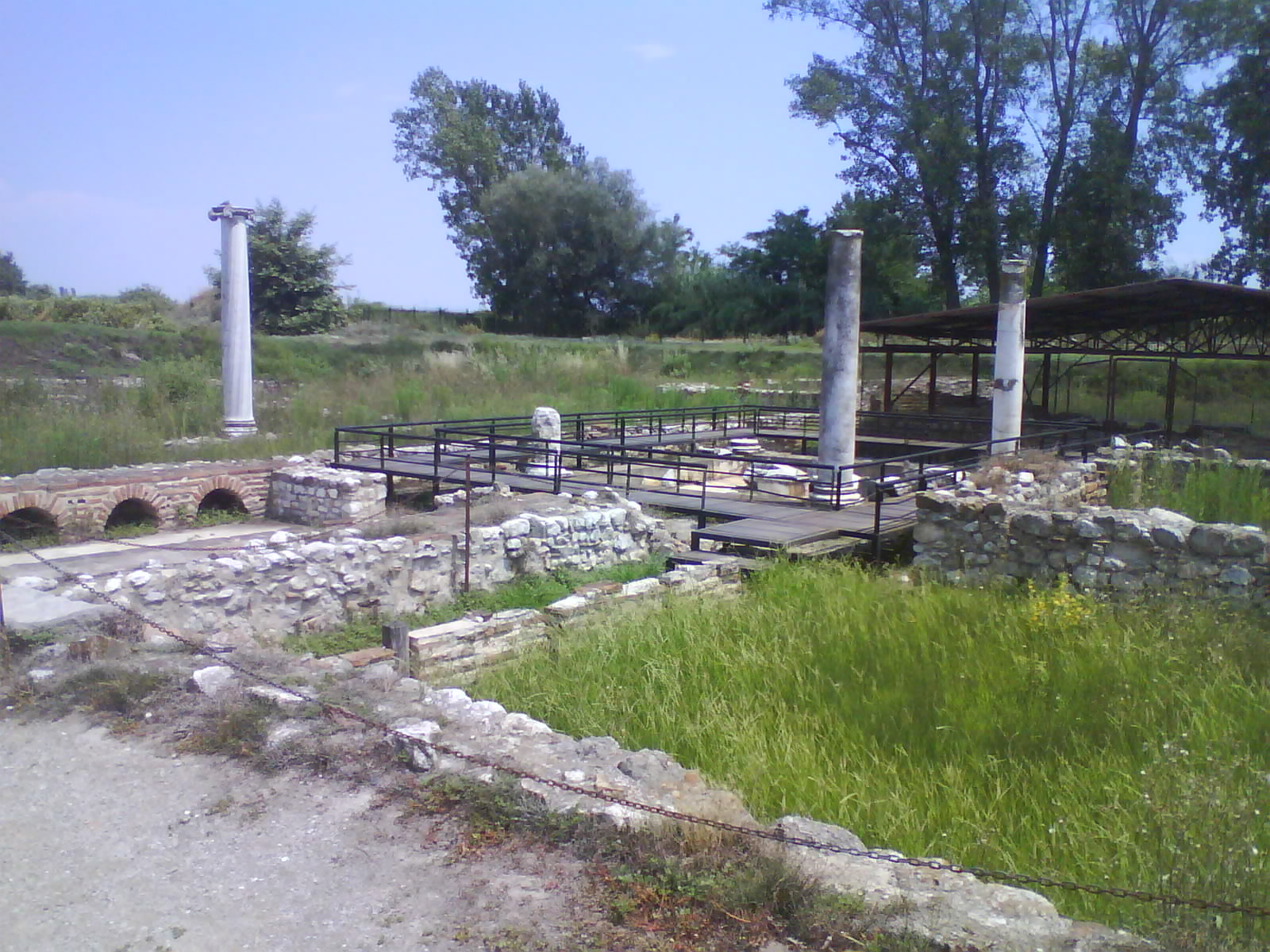
Vue de la villa de Dionysos contenant la grande mosaïque de Dionysos
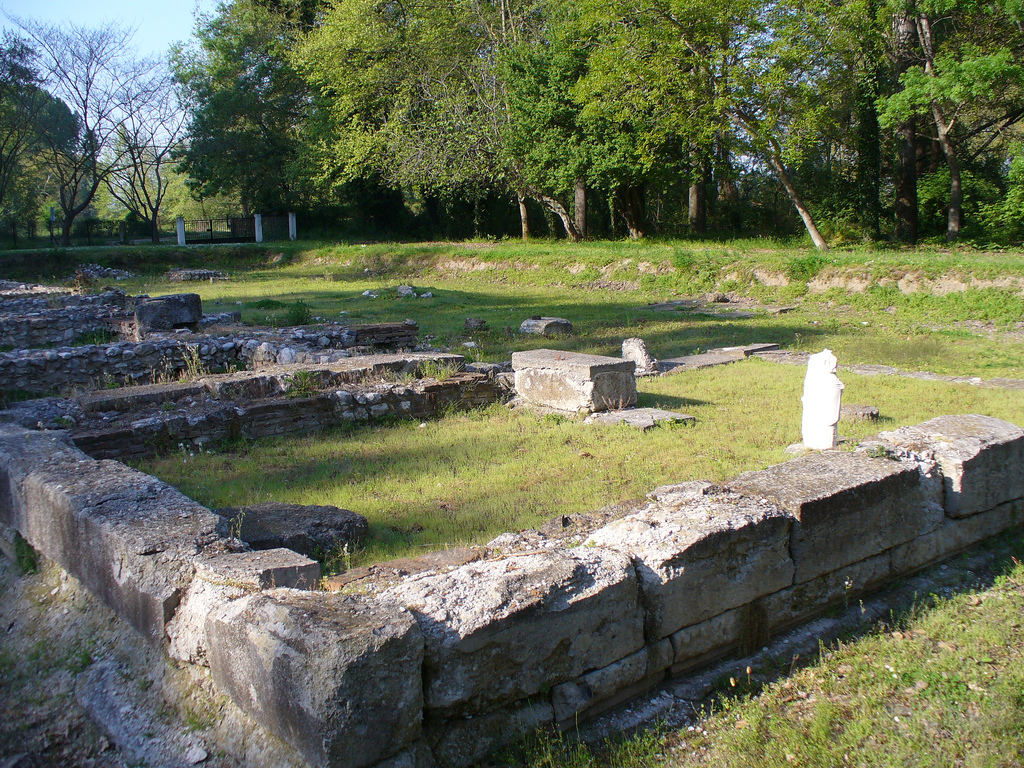
Sanctuaire de Déméter
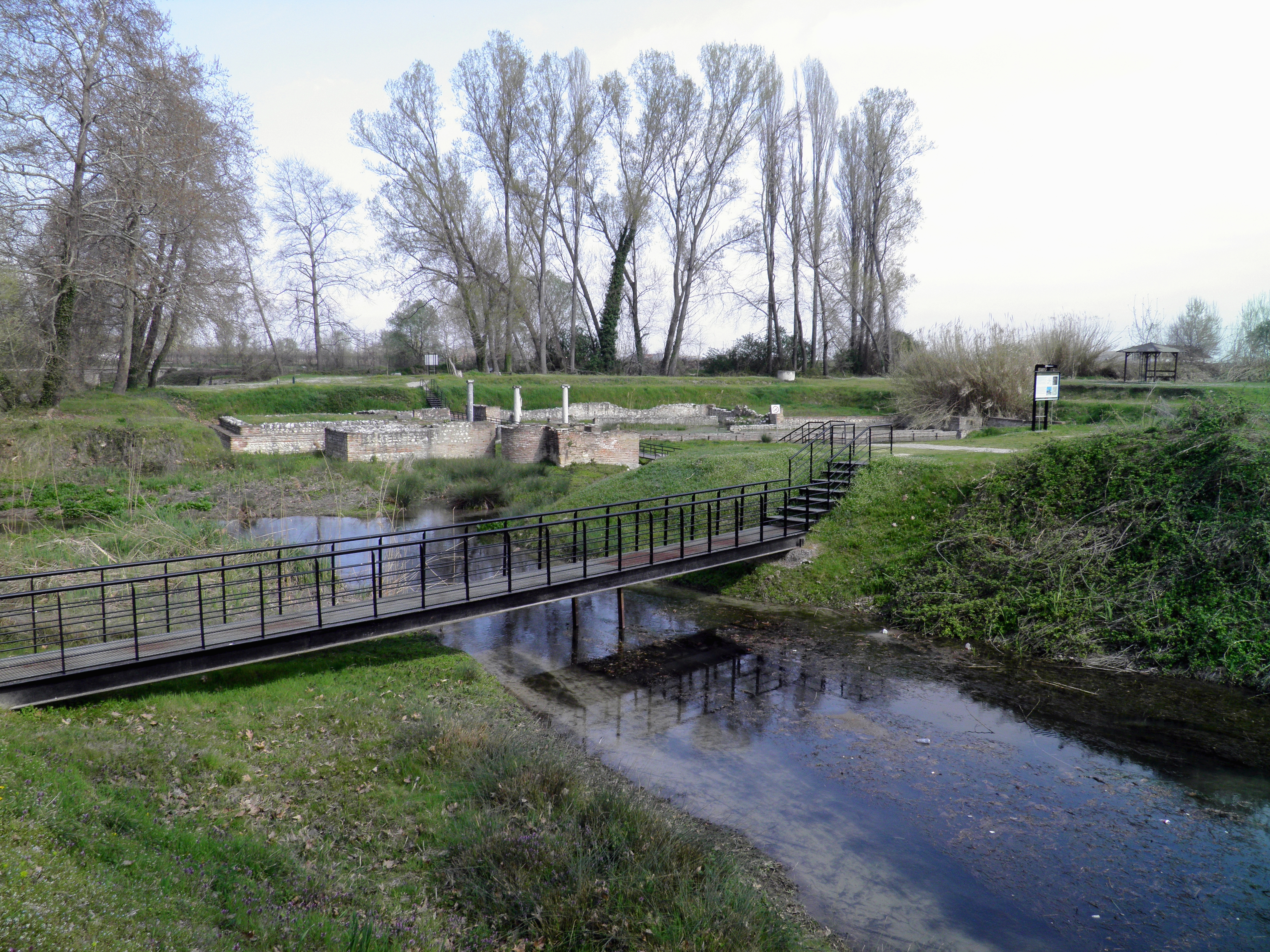
La source sacrée avec le sanctuaire de Zeus Hypsistos en arrière-plan
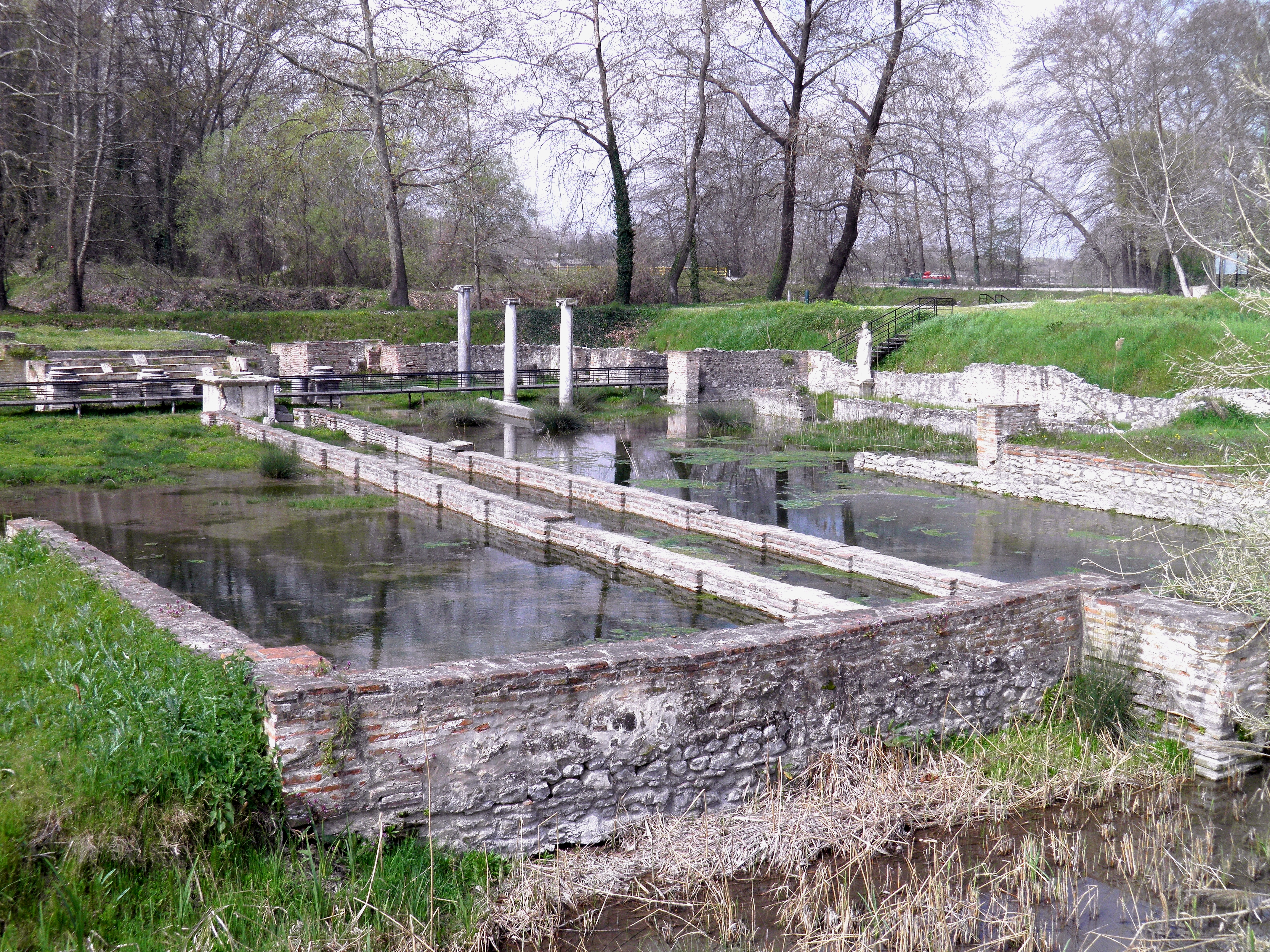
Sanctuaire d'Isis
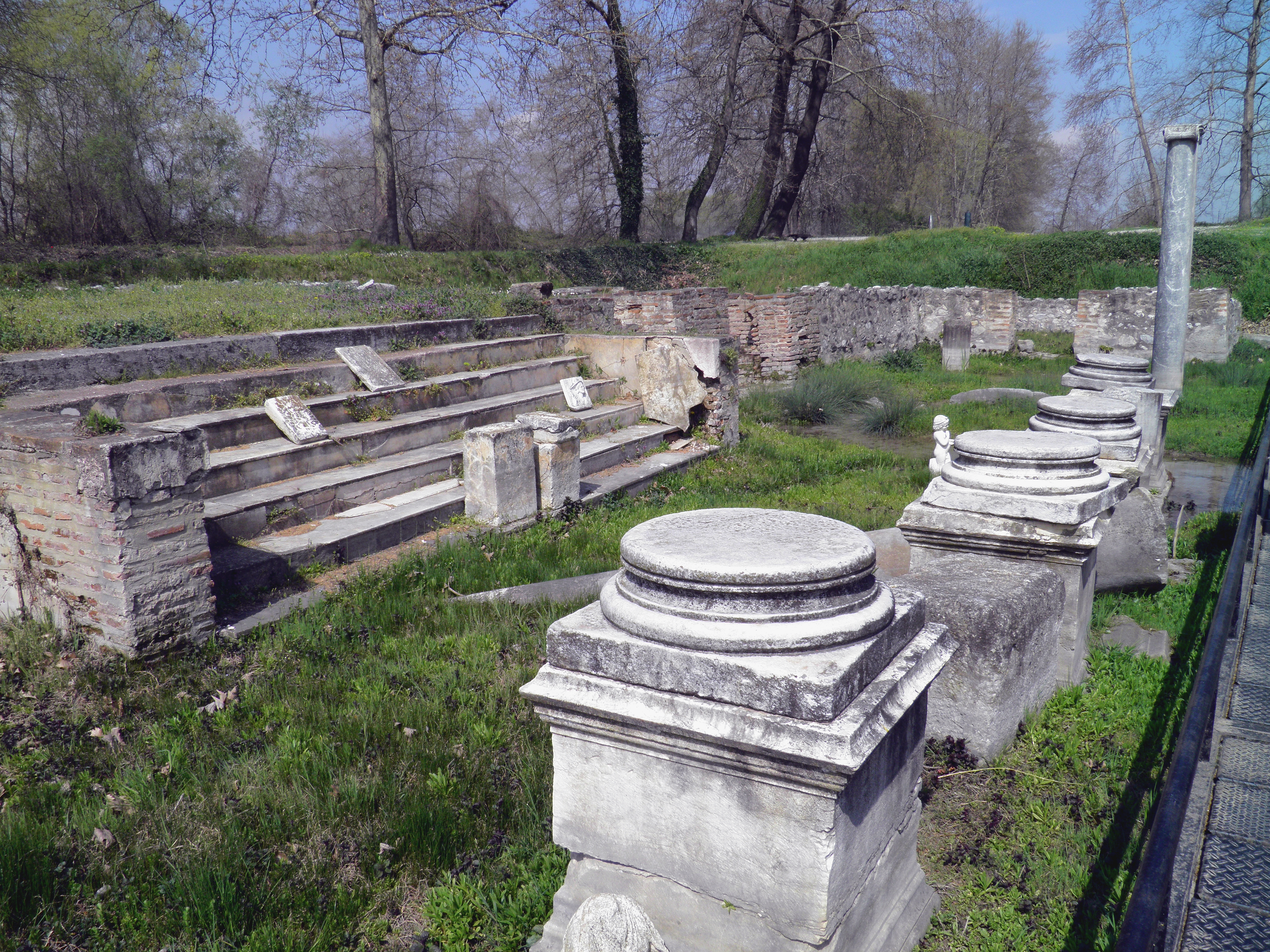
Temple à quatre colonnes dédié à Isis Lochia, sanctuaire d'Isis
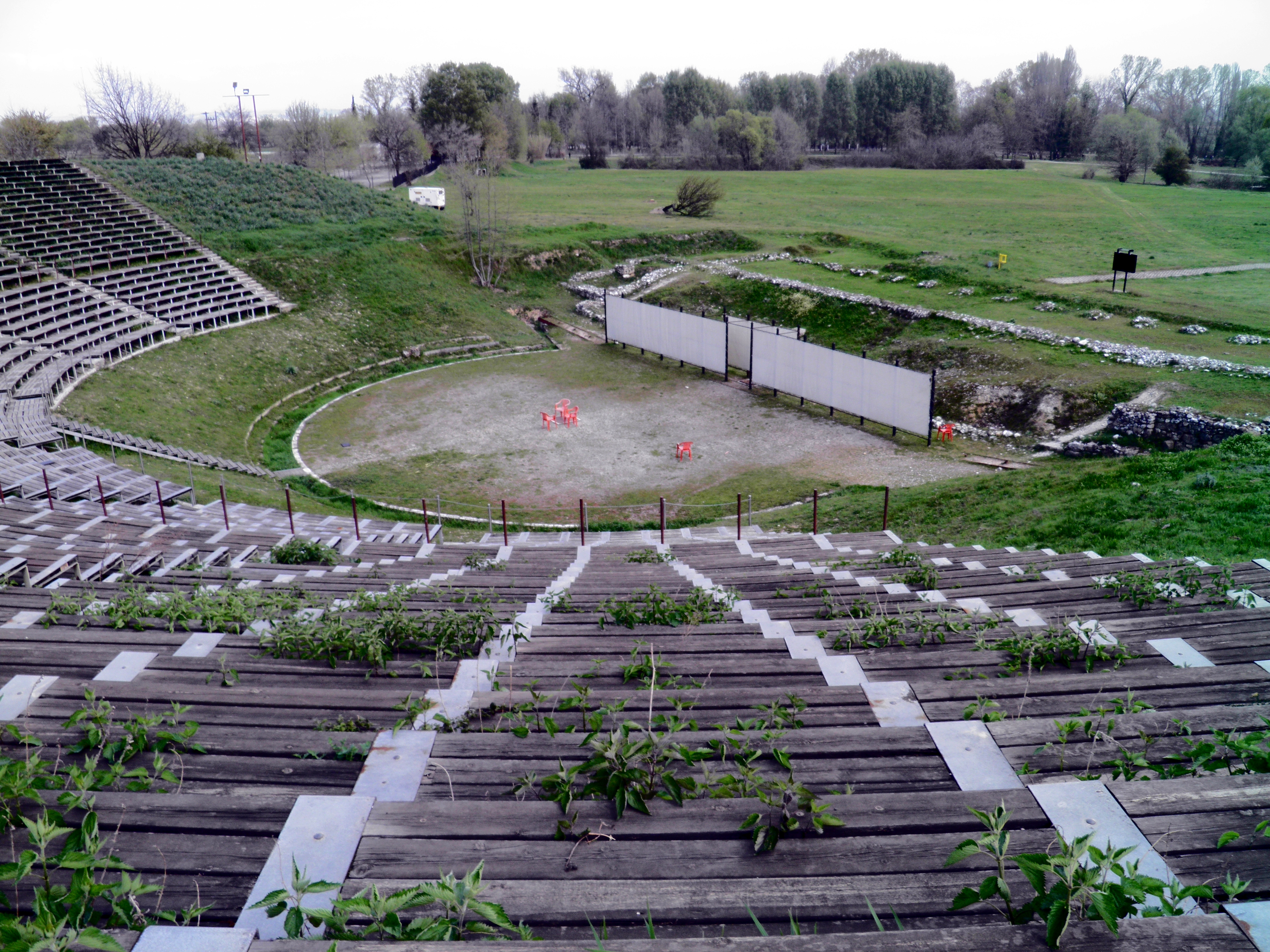
Vue du théâtre hellénistique
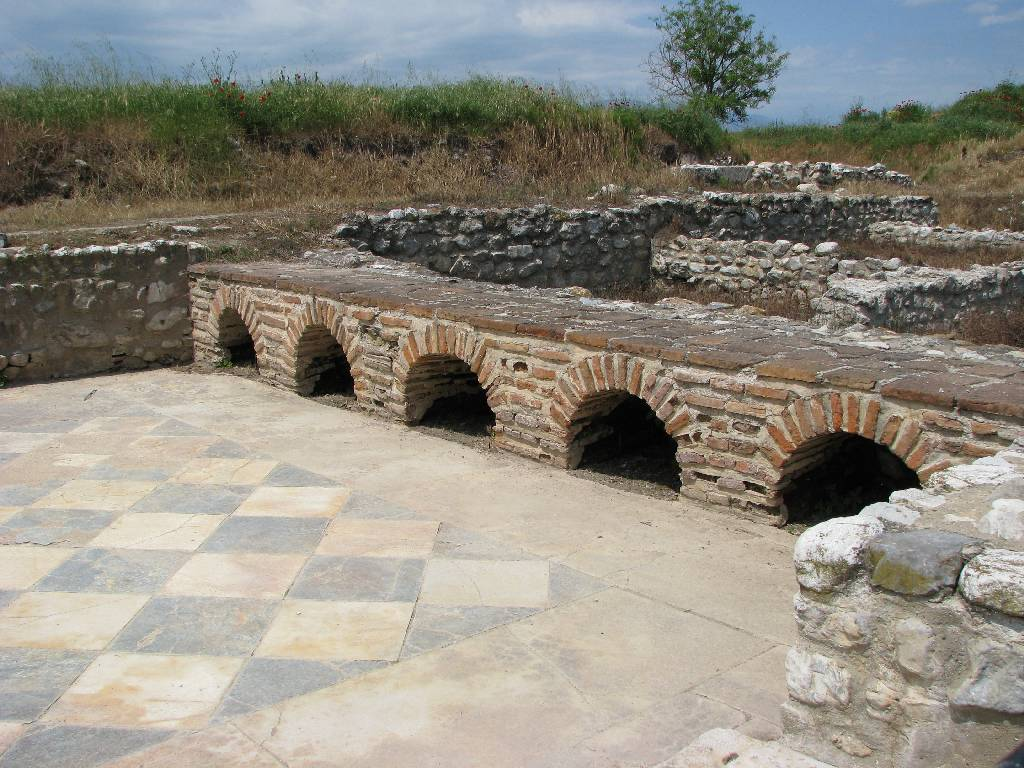
Thermes de l'antique Dion
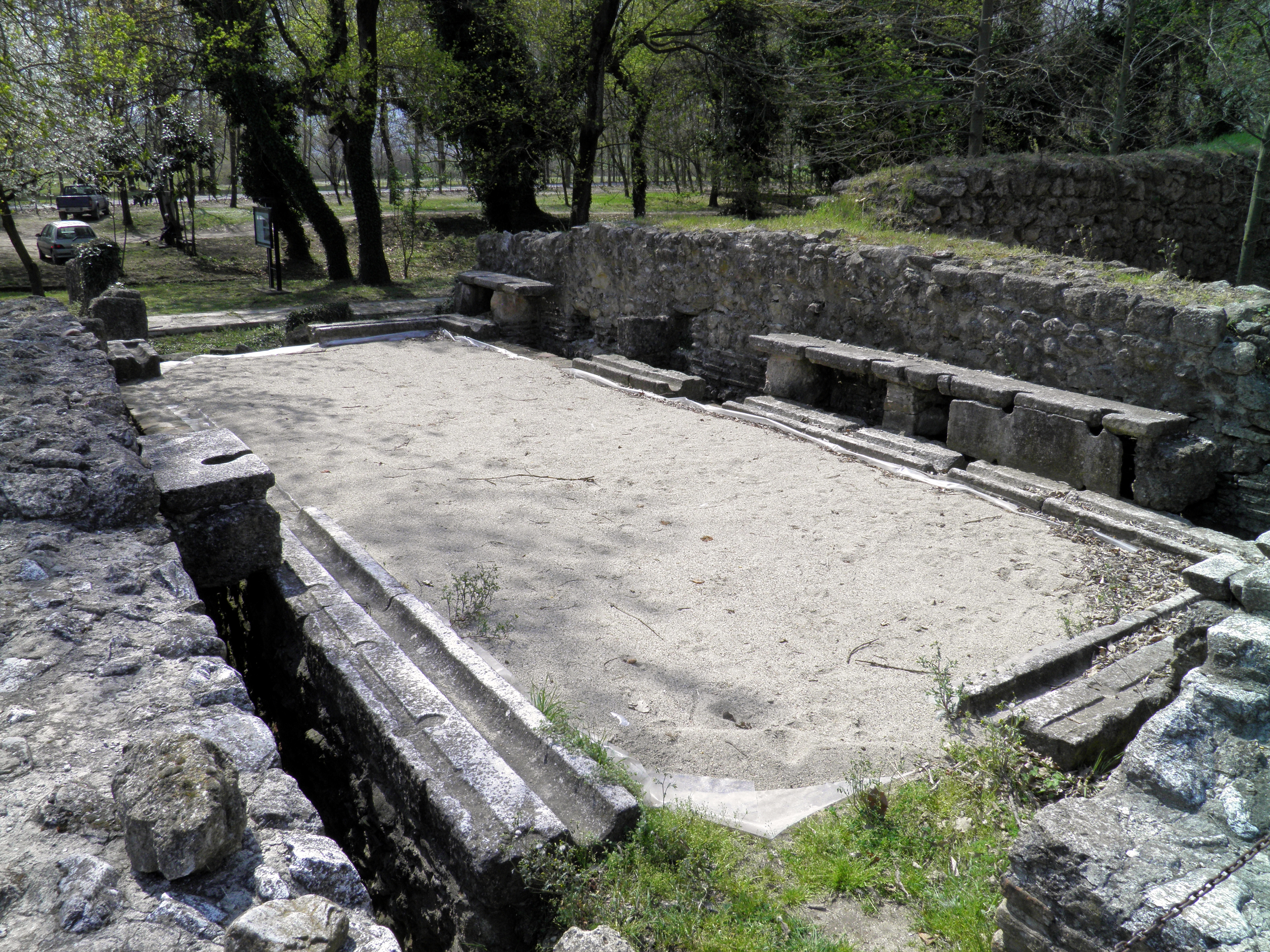
Toilettes publiques le long de la route centrale
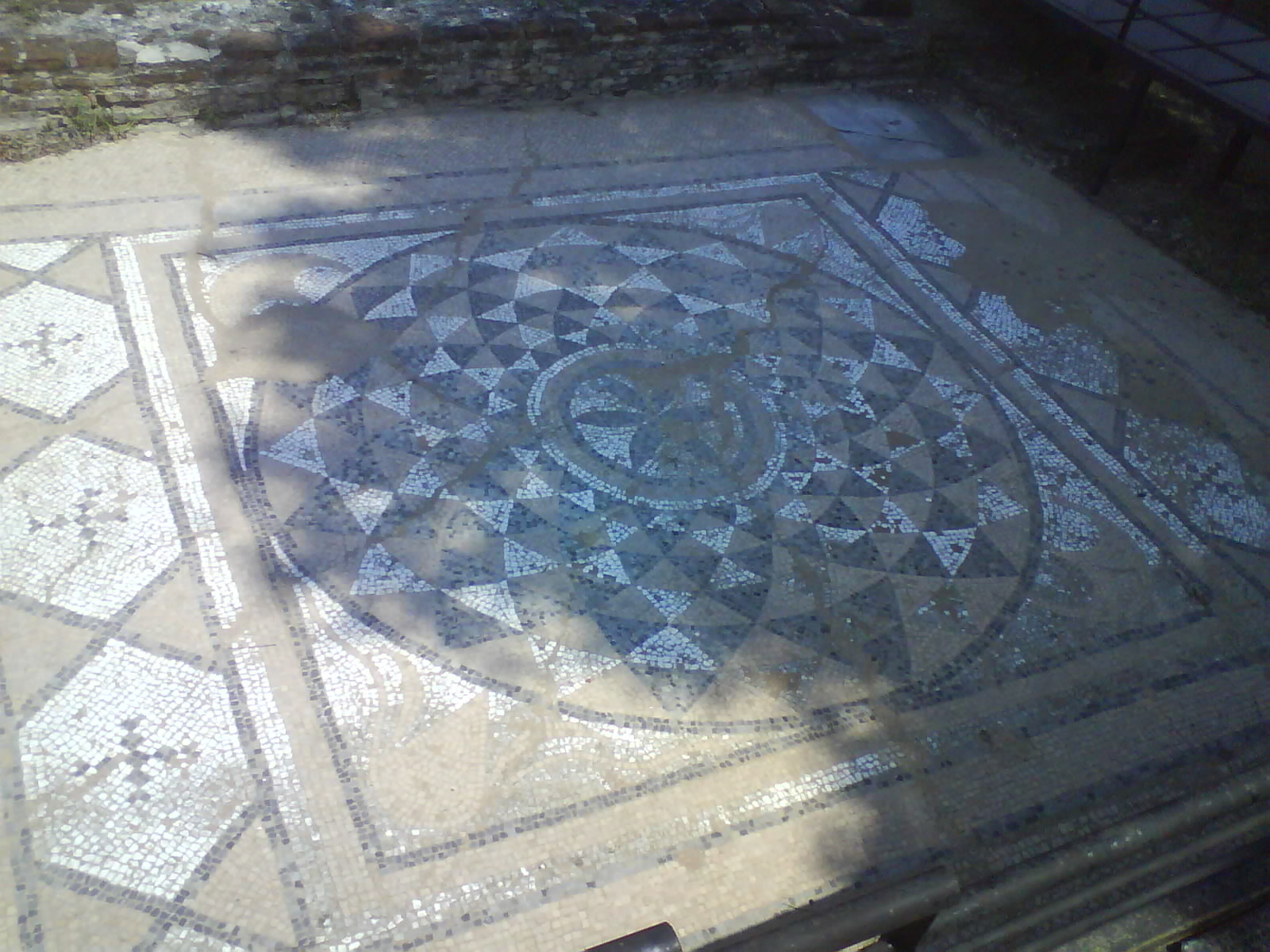
Sol en mosaïque dans le complexe des Grands Thermes
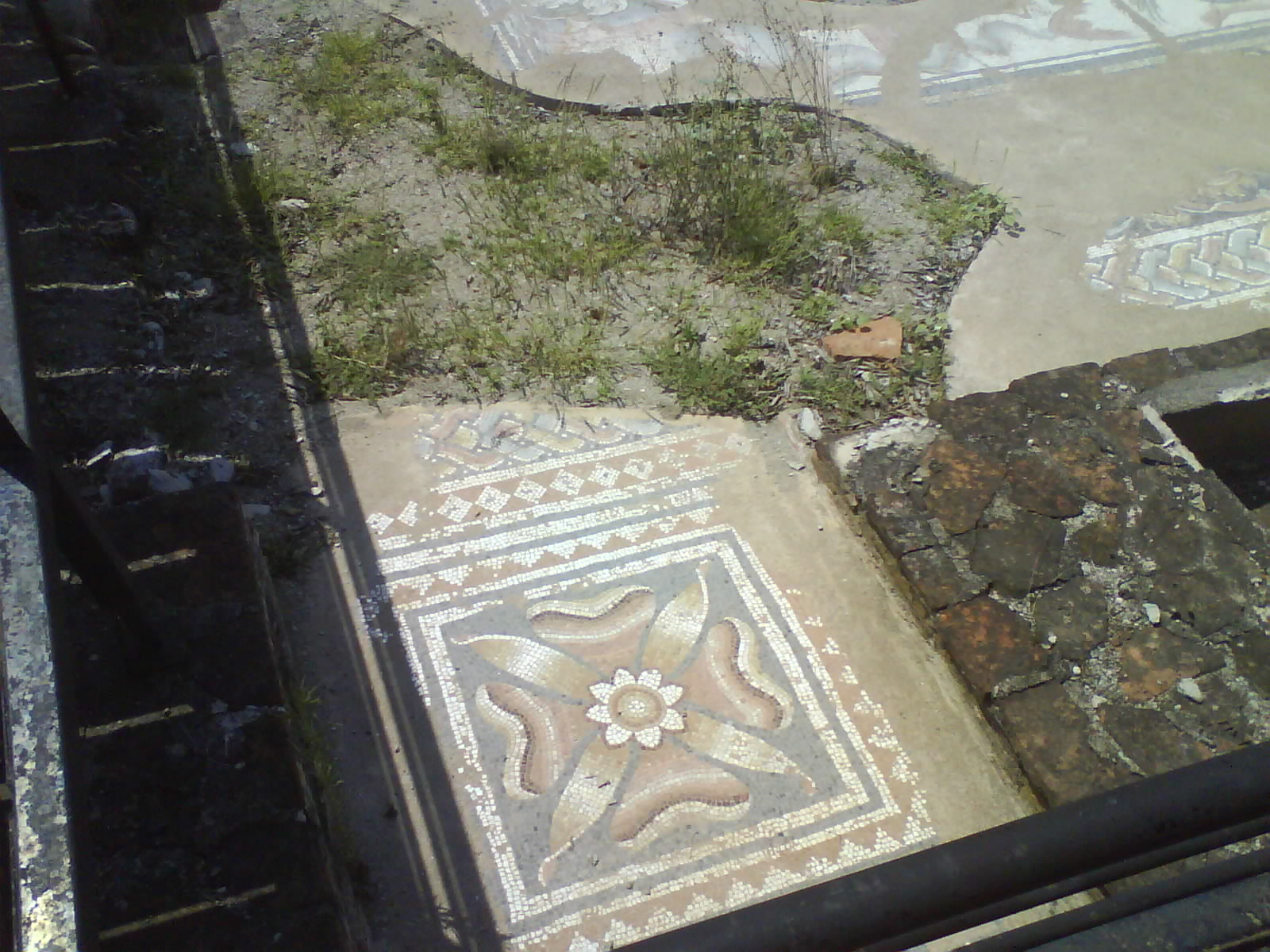
Détail d'un sol en mosaïque, complexe des Grands Thermes
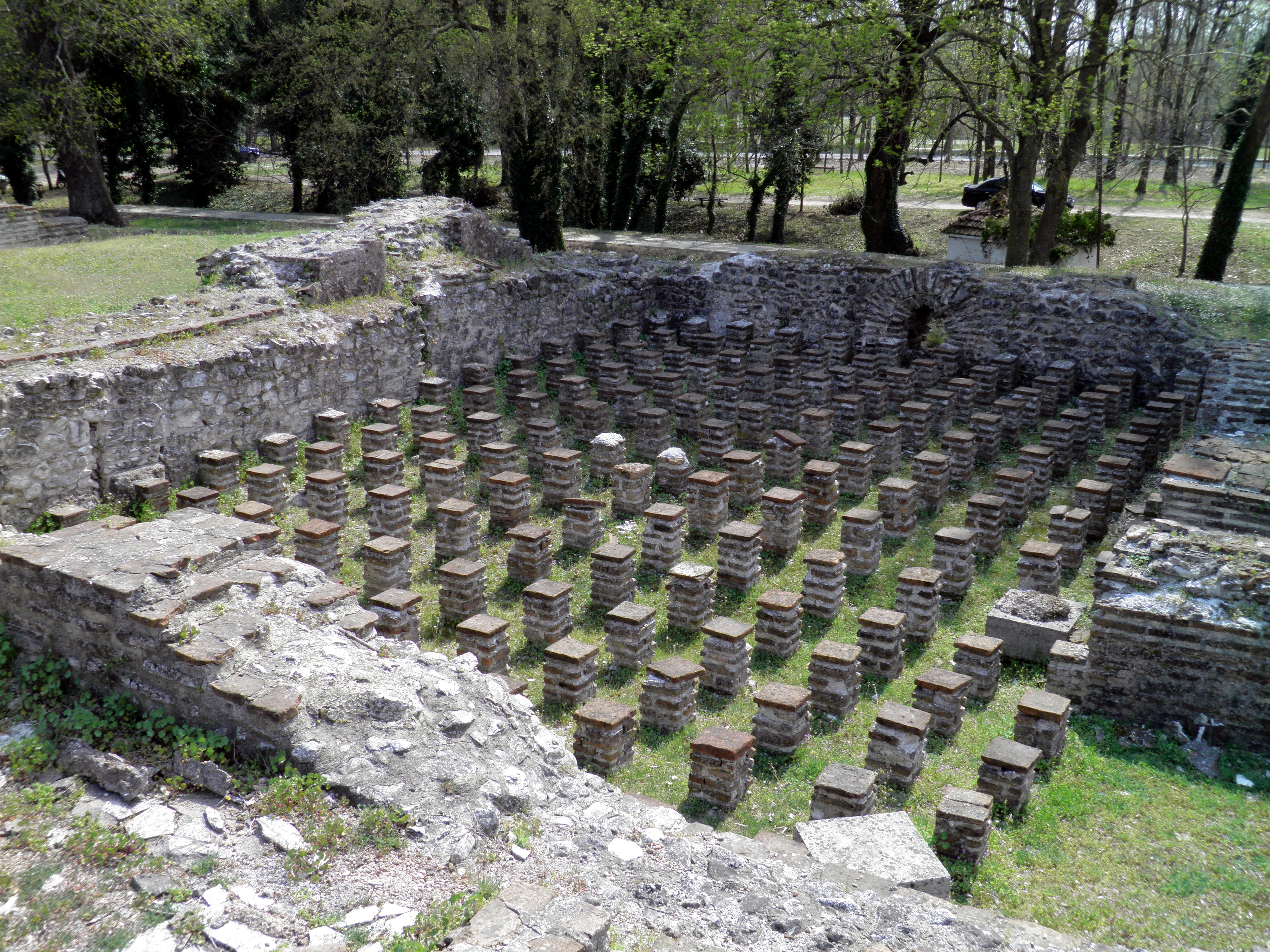
L'hypocauste du complexe des Grands Thermes
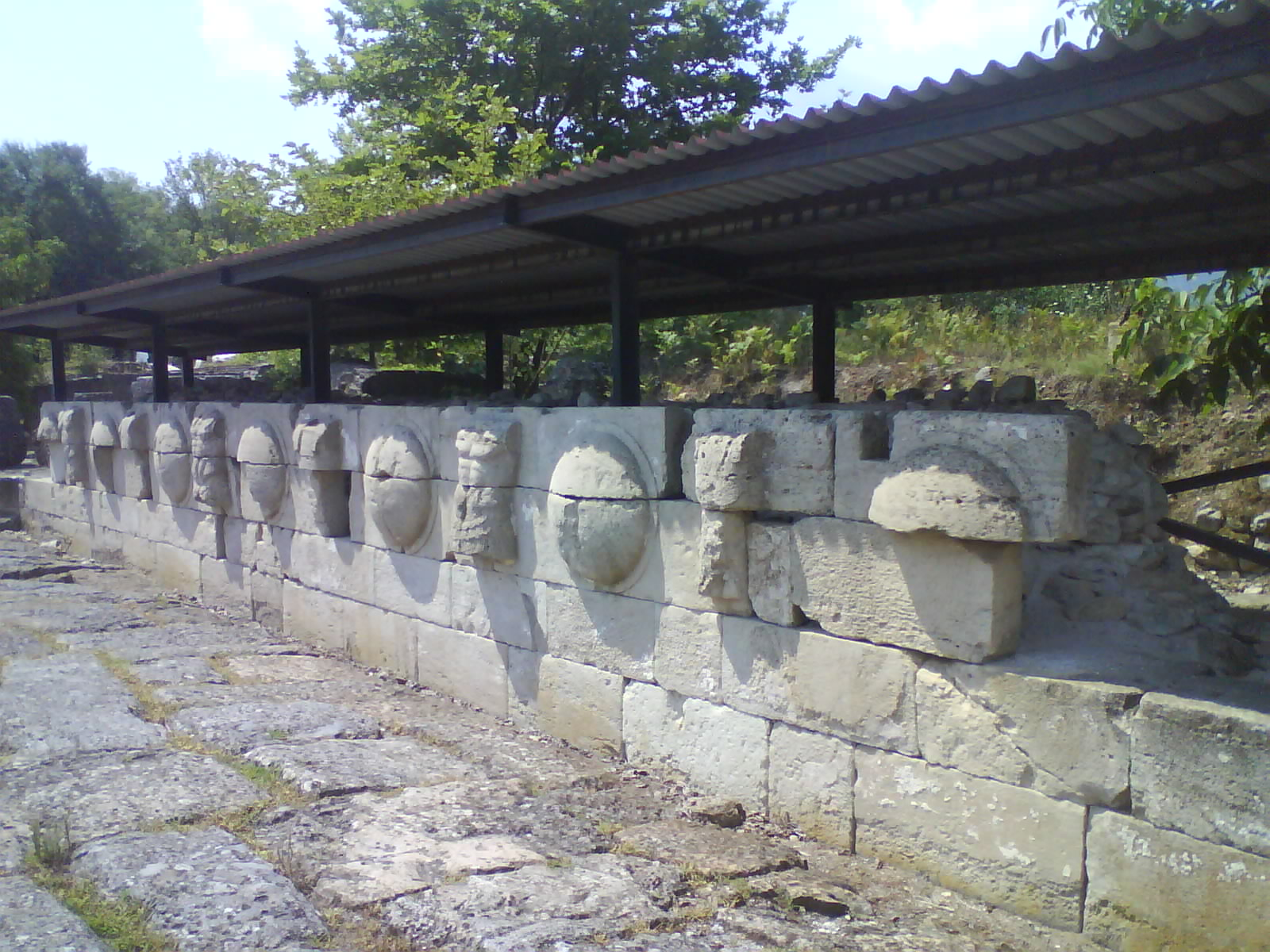
Boucliers dédiés par Alexandre le Grand lors de sa victoire sur les Perses au fleuve Granique
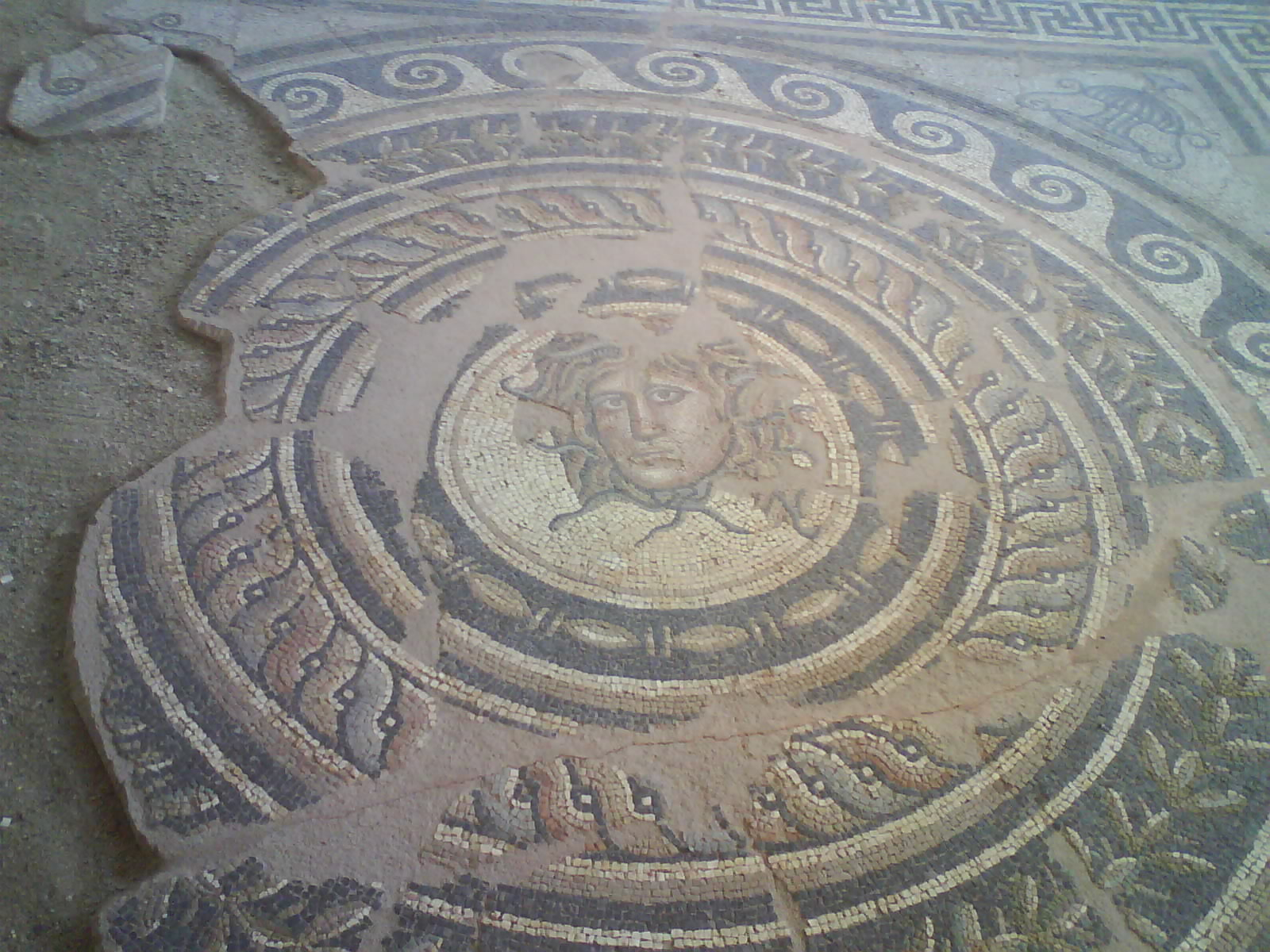
Grande mosaïque au musée archéologique de Dion
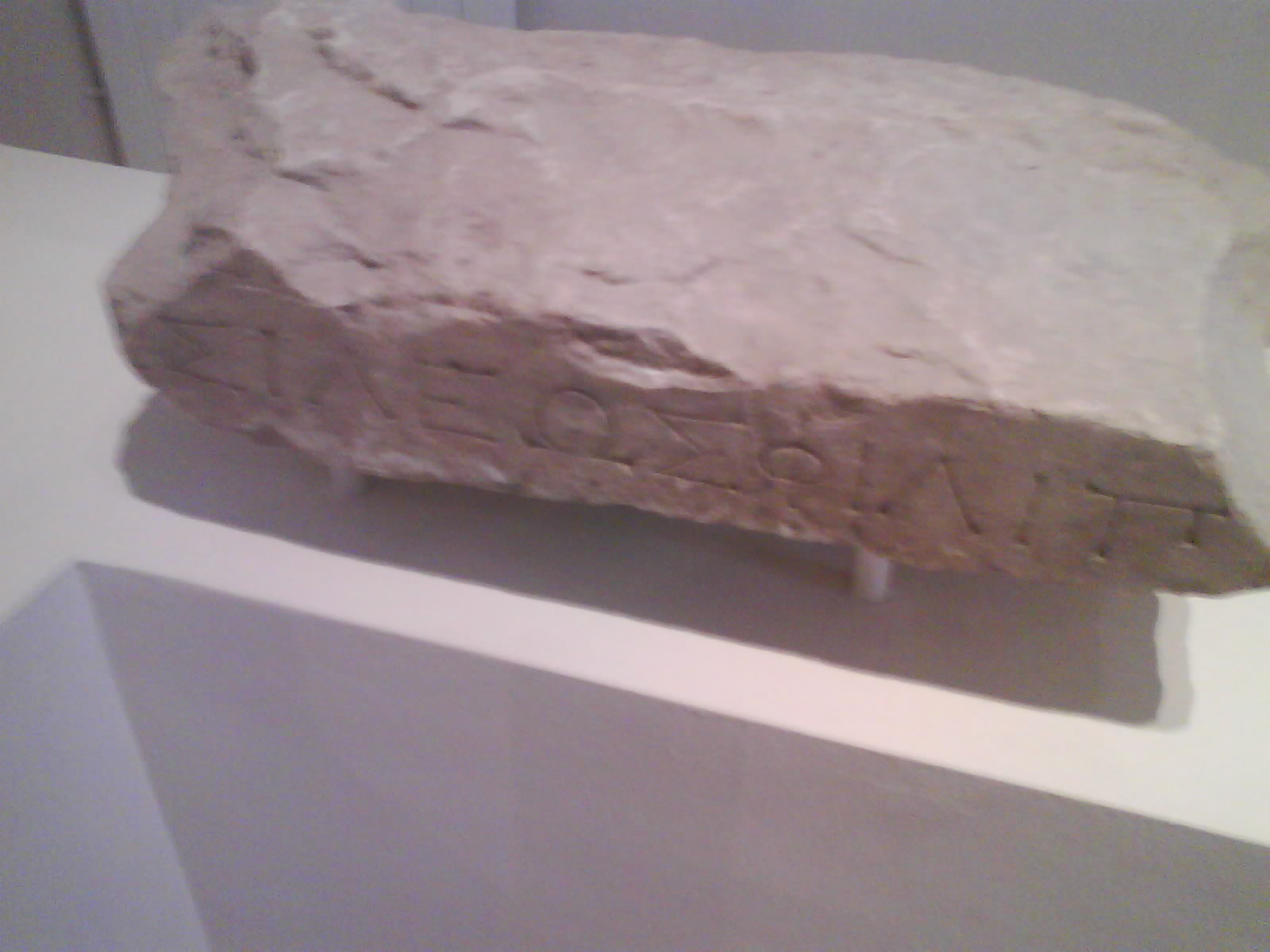
Inscription du musée archéologique de Dion indiquant ΒΑΣΙΛΕΩΣ ΦΙΛΙΠΠΟΥ (du roi Philippe)